# معتمدية سوق الأحد
معتمدية سوق الأحد إحدى معتمديات الجمهورية التونسية، تابعة لولاية قبلي.
معتمدية سوق الأحد هي إحدى معتمديات ولاية قبلي وهي تضم مجموعة القرى التالية :
- الجزيرة البعيدة
- جزيرة الوحيشي
- القليعة
- المنشية
- بوعبدالله
- ام الصمعة
- الزاوية
- الزوية
- بشري
- فطناسة الدبابشة
- نقة
- الشوشة

يبلغ عدد سكانها ... ويعتمد اقتصادها بالأساس على الفلاحة وخاصة التمور إضافة إلى التحويلات المتأتية من المهاجرين بأوروبا .أهم الخصائص الجغرافية كثرة واحات النخيل مع جبال منخفضة

## السكان
يتعايش بها سكان بيض وسكان سود يرجع أصلهم إلى:
- بربر
- عرب يعودون إلى بني هلال
- عرب أشراف
- افارقة سود قدموا في اطار التجارة المثلثة

## مواضيع ذات علاقة
- ولاية قبلي.